# Гражина Шаполовська
Гражина Шаполовська (пол. Grażyna Szapołowska; нар. 19 вересня 1953, Бидгощ) — польська акторка кіно та театру.

## Життя і кар'єра
Народилася в Бидгощі. Батько був латвійсько-польського походження, а мати Ванда литовсько-польського. У неї є сестра Лідія, на 11 років старша. Після отримання спеціальної освіти вступила до Вроцлавського театру пантоміми. У 1977 році закінчила Національну академію драматичного мистецтва у Варшаві. З 1977 по 1984 рік була в театральній трупі Національного театру у Варшаві.
Зіграла головну роль в угорському фільмі Кароя Макка «Дивлячись одна на одну» (1982), який розповідає про лесбійські стосунки, фільмі «Короткий фільм про любов» (1988) польського кінорежисера Кшиштофа Кесльовського, а також у його першої і короткій версії шостого епізоду «Декалога». Саме вона запропонувала Кесльовському іншу кінцівку повнометражної версії. За цю роль вона отримала польську кінонагороду на 13-му кінофестивалі в Гдині. Раніше вона знімалася в іншому фільмі Кесельовського, «Без кінця». Також широко відома роллю Телімени у фільмі Анджея Вайди «Пан Тадеуш» 1999 року, адаптації однойменної епічної поеми Адама Міцкевича.
У 2008 році вона була однією з учасниць польської версії реаліті-конкурсу Soapstar Superstar.
Також виступала на сцені як виконавиця пісень. Співає сопрано.

## Фільмографія
- 1981 — Великий пікнік / Wielka majówka
- 1982 — Дивлячись одна на одну / Egymásra nézve — Лівія Хорват
- 1984 — Без кінця / Bez końca — Урсула Жиро
- 1987 — Загін
- 1987 — Перша зустріч, остання зустріч
- 1987 — Табу
- 1987 — Гануссен / Hanussen
- 1988 — Короткий фільм про любов
- 1991 — Засудження / La Condanna
- 1992 — Прекрасна незнайомка
- 1997 — Брат нашого Бога / Brat naszego Boga